# NGC 680
NGC 680 (również PGC 6719 lub UGC 1286) – galaktyka eliptyczna (E), znajdująca się w gwiazdozbiorze Barana. Została odkryta 15 września 1784 roku przez Williama Herschela.
Na podstawie obserwacji wykonanych przez Teleskop Kanadyjsko-Francusko-Hawajski ocenia się, że proces formowania tej galaktyki został zapoczątkowany podczas połączenia dwóch gigantycznych galaktyk spiralnych pomiędzy 1 a 3 miliardami lat temu. Zaobserwowano charakterystyczne struktury, które w powstałych mergerach zachowują swoją jasność i kształt nie dłużej niż kilka miliardów lat od połączenia. Oznacza to, że galaktyka NGC 680 także nie może być starsza.